# Katsunuma
Katsunuma (勝沼町, Katsunuma-chō) était un bourg situé dans le district de Higashiyamanashi, dans la préfecture de Yamanashi, au Japon.
Le 1er novembre 2005, Katsunuma a fusionné avec le village de Yamato et la ville d'Enzan pour former la nouvelle ville de Kōshū.
En 2003, le bourg avait une population de 9 271 habitants et une densité de 255,82 personnes/km². Sa superficie totale était de 36,24 km².